# Rainy Cocoa
Rainy Cocoa (яп. 雨色ココア Амэиро Кокоа) — цифровая манга, позиционируемая создателями как первая в мире, в которой можно переключаться между японским и английским текстом и звуком.
В 2014 году была анонсирована аниме-адаптация манги. С апреля 2015 года по декабрь 2017 года вышло четыре сезона по 12 серий длительностью 2-3 минуты. В январе 2019 года началась трансляция пятого сезона Rainy Cocoa side G, в котором ввели новых главных героев — вместо юношей работниками и посетителями кафе в этой версии являются девушки.

## Сюжет
Сюжет произведений вращается вокруг небольшого уютного кафе под названием Rainy Color, его работников и посетителей, сосредотачиваясь на отношениях между людьми.
В первом сезоне главным героем является Аой Токура. После неудачного дня он наталкивается на небольшое, но уютное кафе Rainy Color и решает начать там подрабатывать. Однако спустя некоторое время он сталкивается в кафе с Кэйити Ивасэ, парнем, отношения с которым складываются у него как у кошки с собакой. Во втором сезоне Аой вынужден больше времени отводить учёбе, поэтому ему на замену в кафе берут близнецов — Ноэля и Нико Когу.
В третьем сезоне владелец решает открыть новое кафе на Гавайях, и когда позже у него возникнут проблемы он привезет туда в качестве маскота сиба-ину по кличке Нана, о чем расскажут события четвертого сезона аниме.

### Rainy Cocoa: Side G
Владелец кафе Rainy Color решил в одиночку отправиться на Гавайи, а присматривать за делом оставил свою дочь Ёко Амами. Ей приходится стать менеджером кафе на время летних каникул.

## Персонажи
Аой Токура (яп. 都倉碧 Токура Аой) — главный герой первого сезона, обладающий веселым характером. С детства окружающие не могли с первого взгляда сказать, какого он пола, так что у Аоя развился комплекс из-за этого. Ему с первого взгляда нравится кафе, и он начинает там подрабатывать.
Сэйю: Хиро Симоно
Кэйити Ивасэ (яп. 岩瀬啓一 Ивасэ Кэйити) — молчаливый парень, обладающий привлекательной внешностью и холодным характером. Завсегдай Rainy Color, где проводит время за зарисовкой посетителей и чтением книг.
Сэйю: Хикару Мидорикава
Рёта Сакураги (яп. 桜木涼太 Сакураги Рё:та) — шумный и веселый друг Кэйити, хотя тот не согласен с тем, что они друзья.
Сэйю: Мамору Мияно
Сион Кога (яп. 古賀シオン Кога Сион) — бармен кафе Rainy Color. Ловелас и стремится, чтобы в его кафе приходило как можно больше девушек. Обычно мил и спокоен, но страшен в гневе.
Сэйю: Дайсукэ Хиракава
Кодзи Амами (яп. 天見浩司 Амами Ко:дзи) — владелец кафе Rainy Color. Любит ездить по свету и собирать различные сувениры. У него есть питомец — померанский шпиц по кличке Рейн (яп. レイン Рэин). Его появления всегда неожиданны. Во многом в первом сезоне аниме он больше похож на ходячую шутку, чем на полноценного персонажа, но в последующих его образ уже более проработан.
Сэйю: Рё Хорикава

## Медиа

### Манга
Цифровая манга, позиционируемая создателями как первая в мире, в которой можно переключаться между японским и английским текстом и звуком. Согласно создателям, приложение было скачано в iTunes Store и Google Play из более чем 50 разных стран.

### Аниме
В декабре 2014 года была анонсирована аниме-адаптация манги. Режиссёром сериала стал Томоми Мотидзуки, Ацуко Такахаси отвечает за дизайн персонажей, а Каору Кондо — за музыкальное оформление. Основная музыкальная композиция сериала — Rainy Cocoa — исполнена Хиро Симоно. Длительность одной серии составляет 2-3 минуты. Трансляция сериала началась 5 апреля 2015 года в Японии, а Funimation одновременно показывали его в Северной Америке.
Второй сезон аниме был анонсирован в июне 2015 года под названием Rainy Cocoa, Welcome to Rainy Color (яп. 雨色ココア Rainy colorへようこそ！ Амэиро Кокоа Rainy color э Ё:косо!). В то же время была объявлена краудфандинговая кампания на сбор 2 млн иен для добавления новых персонажей. Премьера сезона состоялась 4 октября 2015 года на каналах Tokyo MX и Sun TV. Серии сопровождались кадрами с живыми актёрами.
Третий сезон был анонсирован в апреле 2016 года под названием Rainy Cocoa in Hawaii (яп. 雨色ココア in Hawaii). Трансляция началась 2 октября 2016 года на каналах Sun TV и Tokyo MX.
Четвертый сезон был анонсирован в августе 2017 года с названием Rainy Cocoa Amecon!!. Его премьера состоялась 4 октября 2107 года на тех же Sun TV и Tokyo MX.
Пятый сезон анонсировали в апреле 2018 года под названием Rainy Cocoa side G. Его премьера состоялась 8 января 2019 года на Tokyo MX и Sun TV. В отличие от предыдущих сезонов все персонажи в этот раз были девушками, а не парнями.

## Критика
Серии аниме имеют короткую продолжительность — всего 2-3 минуты каждая. Вместе события одного сезона соответствуют развитию сюжета в одной обычной серии аниме.
В центре аниме персонажи и их отношения. Сериал полностью отрабатывает свою тематику истории о повседневных событиях. В первом сезоне персонажи более раскрыты, а юмор строится не просто на том, как мило смотрятся герои, в отличие от второго. Качество изображения не очень высоко — мягкие линии веб-манги не подходят аниме, а анимация довольно ограничена. Одним из удачных моментов является дизайн персонажей, где главные герои выполнены в более ярких цветах, а для обычных посетителей в основном используются различные тона коричневого, серого и чёрного.